# SPARCstation 20

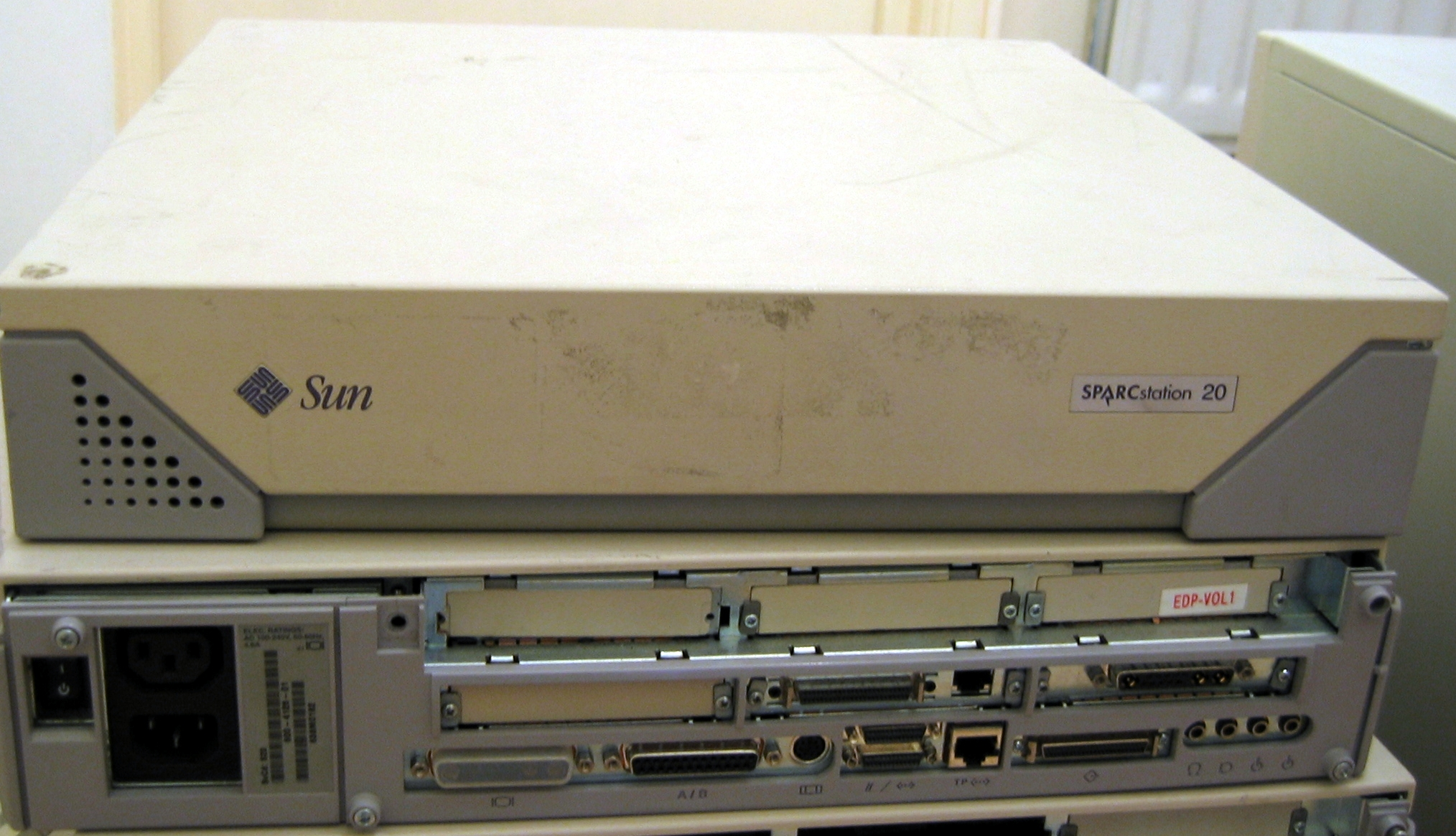
SPARCstation 20 — вид спереди и сзади

SPARCstation 20 (кодовое имя «Kodiak») — рабочая станция от Sun Microsystems, основанная на микропроцессорах SuperSPARC и hyperSPARC. Это последняя модель семейства SPARCstation компьютеров Sun. В 1995 году семейство SPARCstation было заменено семейством Sun Ultra.

## Особенности

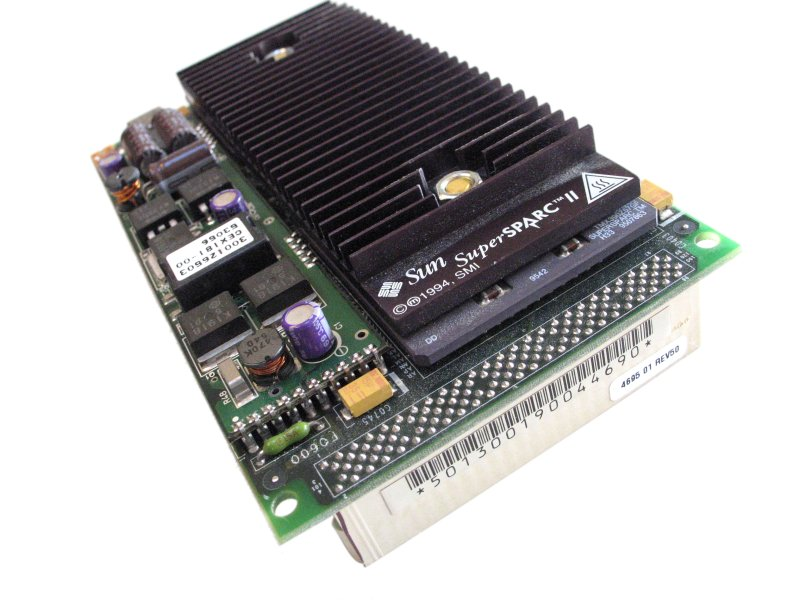
Процессорный модуль для SPARCstation 20

### Процессоры
SPARCstation 20 имеет два порта шины MBus для подключения процессорных модулей. Каждый процессорный модуль содержит один или два процессора, таким образом, SPARCstation 20 поддерживает подключение до 4 процессоров. Рабочая станция поддерживает частоту шины MBus 50 МГц, что выше, чем в SPARCstation 10 (36 или 40 МГц). Самыми быстрыми процессорами для SPARCstation 20 являются процессоры hyperSPARC работающие на частоте 200 МГц.

### Память
SPARCstation 20 имеет 8 слотов DSIMM и поддерживает до 512 МБ оперативной памяти в модулях по 64 МБ. Модули памяти для SPARCstation 20 совместимы с модулем для SPARCstation 10, Sun Ultra 1 и других компьютеров с семейств sun4m и sun4d, но несовместимы со слотами SIMM в PC.

### Сеть
На SPARCstation 20 has имеется интегрированный контроллер ЛВС 10baseT Ethernet на базе AMD Lance. Дополнительные сетевые контроллеры могут быть подключены по шине SBus.

## Операционные системы
- SunOS 4.1.3_U1B и далее
- Solaris 2.3 до 9
- NetBSD
- OpenBSD до 5.9[1]
- MirBSD
- Linux
- NeXTSTEP 3.3 (SuperSPARC)
- OPENSTEP 4.x (SuperSPARC)